# 도요카와촌 (오이타현)
도요카와촌(豊川村)은 오이타현 우사군에 존재했던 촌이다. 현재의 우사시 중부에 해당한다.